# مجال جوي

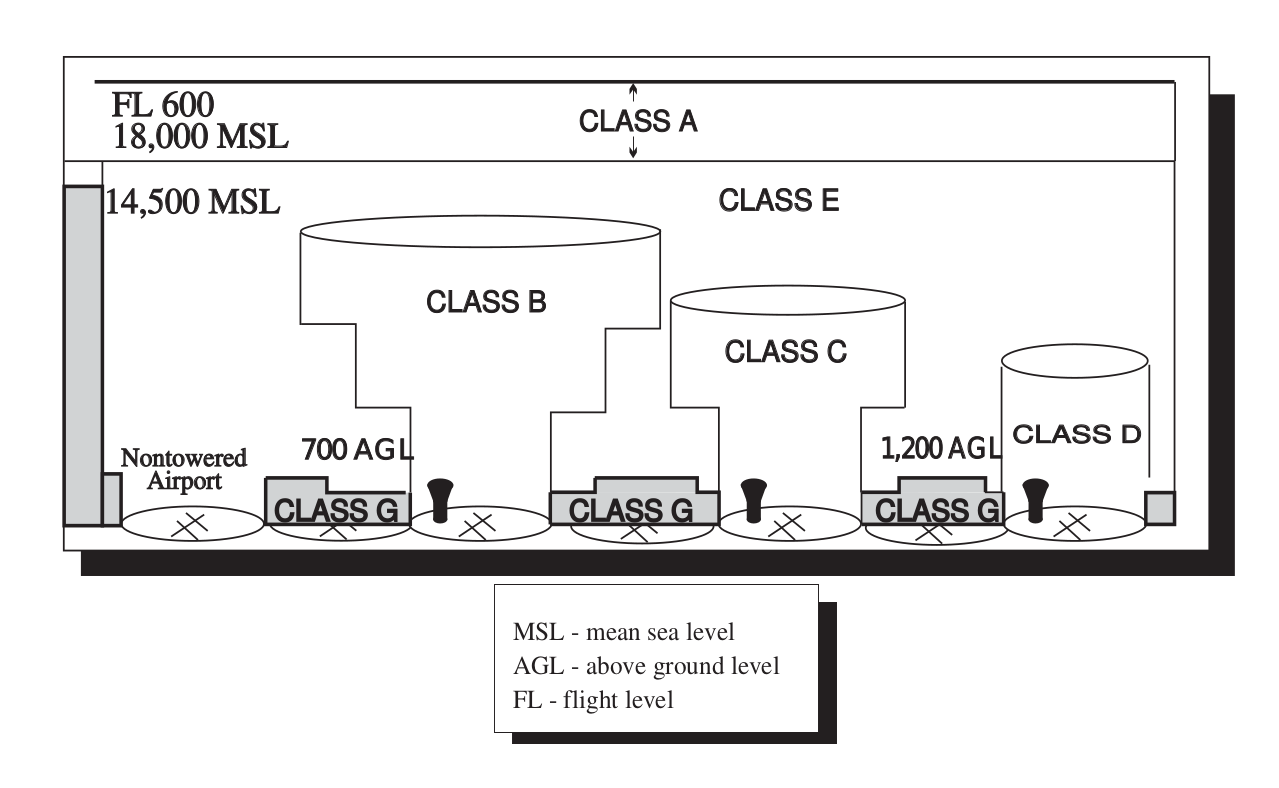

المجال الجوى هو مصطلح في مجال الطيران ويقصد به المساحة من الفضاء الجوى الخاصة بدولة ما. تقوم الدولة بتقديم المساعدات الملاحية اللازمة لأى طائرة تطير في نطاق مجالها الجوى بشرط أن يكون مصرح لها مسبقا بدخول المجال الجوى لهذه الدولة وإلا اعتبرت طائرة معادية تتعامل معها قوات الدفاع الجوى.
عادة ما تكون حدود المجال الجوى للدولة متطابقة مع حدودها السياسية في حين قد تمتد بعض المجالات الجوية للدول الساحلية لتغطى بعض مساحة البحر أو المحيط الذي تطل عليه طبقا لما أوصت به منظمة الطيران المدني الدولي (إيكاو).